# The Challenge 40: La Batalla de las Eras
The Challenge: La Batalla de las Eras es la cuadragésima temporada del programa de competencia de MTV The Challenge. Un episodio especial se transmitió el 7 de agosto de 2024. Está temporada presenta a participantes destacados de The Challenge, The Real World, Road Rules, Are You the One?, Big Brother Estados Unidos, Survivor, Love Island (Estados Unidos y Reino Unido), Survival of the Fittest, y Exatlon compitiendo por un premio final de  $1 millón de dólares.

## Formato
La Batalla de las Eras cuenta con 40 participantes divididos en cuatro Eras según la temporada en la que debutaron en The Challenge. La temporada comenzó con el giro "Invitación de las Eras", donde los jugadores compiten contra miembros de su propia Era.
Tras el giro inicial del "Invitación de las Eras", el formato del juego hasta el episodio 10 fue el siguiente:
- Desafíos diarios: los jugadores compiten en un desafío por equipos. Para el primer desafío, los equipos tuvieron que elegir un representante masculino y uno femenino, mientras que para los desafíos posteriores, cada equipo tiene un objetivo masculino y femenino seleccionado por los ganadores de la ronda eliminatoria anterior. Los representantes/objetivos del equipo ganador están a salvo de la eliminación, mientras que los representantes/objetivos del equipo que quede en último lugar pasan automáticamente a la ronda eliminatoria.
- Nominaciones (La Cámara): Los representantes/objetivos del equipo ganador deben seleccionar un representante/objetivo masculino y femenino de uno de los equipos que no ganaron para competir contra los representantes/objetivos del equipo que quedó en último lugar en la ronda eliminatoria. Si los ganadores no se ponen de acuerdo, pasan a la ronda eliminatoria.
- Eliminación (La Arena): Los representantes/objetivos del equipo que quedó en último lugar compiten individualmente en una ronda eliminatoria contra los representantes/objetivos seleccionados por los ganadores, o los representantes/objetivos ganadores si no pudieron ponerse de acuerdo en una decisión. Los ganadores continúan en la competencia y obtienen el poder de elegir los próximos objetivos, mientras que los perdedores son eliminados.

*En el episodio 10, el juego se modificó a un formato individual donde las eliminaciones se alternan entre ciclos masculinos y femeninos, y el primer ciclo se determina mediante un lanzamiento de moneda. En el desafío diario, el último jugador del género designado es enviado automáticamente a la Arena, mientras que el último jugador del género no designado recibe desventaja para el siguiente desafío. El ganador del desafío diario, hombre o mujer, queda invicto y puede seleccionar a uno de los objetivos para competir en la ronda eliminatoria contra el último jugador del desafío diario. Si los ganadores no se ponen de acuerdo, prevalece la decisión del ganador del género que no compite en la eliminación.
Giros
- Invitación de las Eras: En el primer desafío, los participantes compiten contra miembros de su Era, como parte del giro, que culmina con ocho eliminaciones. El jugador y la jugadora que queden en último lugar de cada Era pasan automáticamente a la ronda de eliminación. El jugador y la jugadora ganadores son inmunes y obtienen el poder de seleccionar a dos miembros de su propia Era para competir contra los jugadores que queden en último lugar en la ronda de eliminación.
- Votación de Karma: Cada concursante eliminado tiene la oportunidad de calificar a los concursantes restantes desde uno (la puntuación más baja) hasta cinco (la puntuación más alta). El efecto de estos puntos se revelará más adelante en la temporada.
- Objetivos: A partir del episodio 3 hasta el 9, los ganadores de la ronda eliminatoria obtienen el poder de seleccionar un jugador masculino y uno femenino de cada equipo como nuevos objetivos para el próximo ciclo. De los episodios 10 al 16, el ganador de la ronda eliminatoria selecciona tres objetivos del género opuesto (los ganadores del desafío son inmunes a la selección) para el siguiente ciclo.
- Purga: En el episodio 12, el desafío también funcionó como una purga, donde los últimos jugadores, masculino y femenino, fueron eliminados automáticamente de la competencia. Las penalizaciones habituales por último puesto se aplicaron al penúltimo jugador de cada género

## Elenco
Anfitrión: T.J. Lavin
| Participantes masculinos    | Programa Original                | Resultado   |
| --------------------------- | -------------------------------- | ----------- |
| Jordan Wiseley              | The Real World: Portland         | Ganador     |
| Derek Chavez                | The Real World: Cancun           | 2" Lugar    |
| Johnny "Bananas" Devenanzio | The Real World: Key West         | 3° Lugar    |
| Kyland Young                | Big Brother 23                   | 4° Lugar    |
| Cory Wharton                | Real World: Ex-Plosión           | Episodio 16 |
| Josh Martinez               | Big Brother 19                   | Episodio 14 |
| Theo Campbell               | Love Island Reino Unido 3        | Episodio 12 |
| Nehemiah Clark              | The Real World: Austin           | Episodio 12 |
| Ryan Kehoe                  | Carne Fresca                     | Episodio 10 |
| Devin Walker-Molaghan       | Are You the One? 3               | Episodio 9  |
| Derrick Kosinski            | Road Rules: X-Treme              | Episodio 8  |
| Darrell Taylor              | Road Rules: Campus Crawl         | Episodio 7  |
| Brad Fiorenza               | The Real World: San Diego (2004) | Episodio 6  |
| Chris "CT" Tamburello       | The Real World: Paris            | Episodio 5  |
| Horacio Gutiérrez           | Exatlón Estados Unidos 5         | Episodio 4  |
| Tony Raines                 | Real World: Skeletons            | Episodio 3  |
| Brandon Nelson              | Carne Fresca II                  | Episodio 2  |
| Paulie Calafiore            | Big Brother 18                   | Episodio 2  |
| Mark Long                   | Road Rules: USA                  | Episodio 2  |
| Leroy Garrett               | The Real World: Las Vegas (2011) | Episodio 2  |

| Participantes femeninos | Programa Original            | Resultado   |
| ----------------------- | ---------------------------- | ----------- |
| Jenny West              | Survival of the Fittest      | Ganadora    |
| Rachel Robinson         | Road Rules: Campus Crawl     | Ganadora    |
| Michele Fitzgerald      | Survivor: Kaôh Rōng          | 3° Lugar    |
| Tori Deal               | Are You the One? 4           | 4° Lugar    |
| Cara Maria Sorbello     | Carne Fresca II              | Episodio 17 |
| Aviv Melmed             | Carne Fresca                 | Episodio 15 |
| Olivia Kaiser           | Love Island Estados Unidos 3 | Episodio 13 |
| Laurel Stucky           | Carne Fresca II              | Episodio 12 |
| Nia Moore               | The Real World: Portland     | Episodio 11 |
| Kaycee Clark            | Big Brother 20               | Episodio 9  |
| Averey Tressler         | The Real World: Portland     | Episodio 8  |
| Tina Barta              | Road Rules: South Pacific    | Episodio 7  |
| Jonna Mannion           | The Real World: Cancun       | Episodio 6  |
| Emily Schromm           | The Real World: D.C.         | Episodio 5  |
| Aneesa Ferreira         | The Real World: Chicago      | Episodio 4  |
| Jodi Weatherton         | Road Rules: X-Treme          | Episodio 3  |
| KellyAnne Judd          | The Real World: Sydney       | Episodio 2  |
| Nurys Mateo             | Are You the One? 6           | Episodio 2  |
| Katie Cooley            | Road Rules: The Quest        | Episodio 2  |
| Amanda Garcia           | Are You the One? 3           | Episodio 2  |

### Equipos
Cuatro equipos de diez compiten en esta temporada de The Challenge. Los equipos se formaron en función de la temporada en la que debutó cada concursante: aquellos que debutaron durante las primeras diez temporadas (desde Road Rules: All Stars hasta El infierno  II ) fueron ubicados en la Era I; aquellos que debutaron entre la undécima y la vigésima temporada (desde El Guantalete 2 hasta Asesino) conformaron la Era II; aquellos que debutaron entre la vigésima primera y la trigésima temporada (desde Rivales hasta XXX: Sucios 30) conformaron la Era III; y aquellos que debutaron entre la trigésima primera y la trigésima novena temporada (desde Vendettas hasta Batalla por un nuevo campeón) conformaron la Era IV.
| Era I      | Era II     | Era III | Era IV  |
| Aneesa     | Aviv       | Amanda  | Horacio |
| Brad       | Bananas    | Averey  | Jenny   |
| CT         | Brandon    | Cory    | Josh    |
| Darrell    | Cara Maria | Devin   | Kaycee  |
| Derrick K. | Derek C.   | Jonna   | Kyland  |
| Jodi       | Emily      | Jordan  | Michele |
| Katie      | KellyAnne  | Leroy   | Nurys   |
| Mark       | Laurel     | Nia     | Olivia  |
| Rachel     | Nehemiah   | Tony    | Paulie  |
| Tina       | Ryan       | Tori    | Theo    |

## Resumen del Juego
| #               | Desafío                  | Ganadores por Era | Ganadores por Era | Representantes/Objetivo por Era          | Representantes/Objetivo por Era          | Representantes/Objetivo por Era          | Representantes/Objetivo por Era          | Concursantes de la Arena                 | Concursantes de la Arena                 | Juego de la Arena                        | Resultados de la Arena                   | Resultados de la Arena                   |
| #               | Desafío                  | Ganadores por Era | Ganadores por Era | Era I                                    | Era II                                   | Era III                                  | Era IV                                   | Último lugar                             | Elección de los ganadores                | Juego de la Arena                        | Ganadores                                | Eliminados                               |
| Fase de eras    | Fase de eras             | Fase de eras      | Fase de eras      | Fase de eras                             | Fase de eras                             | Fase de eras                             | Fase de eras                             | Fase de eras                             | Fase de eras                             | Fase de eras                             | Fase de eras                             | Fase de eras                             |
| --------------- | ------------------------ | ----------------- | ----------------- | ---------------------------------------- | ---------------------------------------- | ---------------------------------------- | ---------------------------------------- | ---------------------------------------- | ---------------------------------------- | ---------------------------------------- | ---------------------------------------- | ---------------------------------------- |
| 1/2             | Enciéndelo               | Era III           | Tori              | —                                        | —                                        | —                                        | —                                        | Nia                                      | Amanda                                   | Bolas adentro                            | Nia                                      | Amanda                                   |
| 1/2             | Enciéndelo               | Era III           | Cory              | —                                        | —                                        | —                                        | —                                        | Leroy                                    | Tony                                     | Bolas adentro                            | Tony                                     | Leroy                                    |
| 1/2             | Enciéndelo               | Era I             | CT                | —                                        | —                                        | —                                        | —                                        | Mark                                     | Derrick K.                               | Lucha en barra                           | Derrick K.                               | Mark                                     |
| 1/2             | Enciéndelo               | Era I             | Rachel            | —                                        | —                                        | —                                        | —                                        | Katie                                    | Aneesa                                   | Lucha en barra                           | Aneesa                                   | Katie                                    |
| 1/2             | Enciéndelo               | Era IV            | Horacio           | —                                        | —                                        | —                                        | —                                        | Theo                                     | Paulie                                   | Pelea en el pasillo                      | Theo                                     | Paulie                                   |
| 1/2             | Enciéndelo               | Era IV            | Michele           | —                                        | —                                        | —                                        | —                                        | Nurys                                    | Olivia                                   | Pelea en el pasillo                      | Olivia                                   | Nurys                                    |
| 1/2             | Enciéndelo               | Era II            | Laurel            | —                                        | —                                        | —                                        | —                                        | KellyAnne                                | Cara Maria                               | Resguardarse                             | Cara Maria                               | KellyAnne                                |
| 1/2             | Enciéndelo               | Era II            | Bananas           | —                                        | —                                        | —                                        | —                                        | Ryan                                     | Brandon                                  | Resguardarse                             | Ryan                                     | Brandon                                  |
| 3               | Devorador de gladiadores | Era III           | Tony              | Darrell                                  | Derek C.                                 | —                                        | Kyland                                   | Darrell                                  | —                                        | Un paso a la vez                         | Darrell                                  | Tony                                     |
| 3               | Devorador de gladiadores | Era III           | Averey            | Jodi                                     | Aviv                                     | —                                        | Kaycee                                   | Jodi                                     | —                                        | Un paso a la vez                         | Averey                                   | Jodi                                     |
| 4               | Cráneo acunado           | Era II            | Laurel            | Aneesa                                   | —                                        | Nia                                      | Jenny                                    | Jenny                                    | Aneesa                                   | Recógelo                                 | Jenny                                    | Aneesa                                   |
| 4               | Cráneo acunado           | Era II            | Bananas           | Derrick K.                               | —                                        | Jordan                                   | Horacio                                  | Horacio                                  | Derrick K.                               | Recógelo                                 | Derrick K.                               | Horacio                                  |
| 5               | Pase rápido              | Era IV            | Olivia            | Tina                                     | Emily                                    | Tori                                     | —                                        | Tina                                     | Emily                                    | Serás golpeado                           | Tina                                     | Emily                                    |
| 5               | Pase rápido              | Era IV            | Kyland            | CT                                       | Nehemiah                                 | Devin                                    | —                                        | CT                                       | Nehemiah                                 | Serás golpeado                           | Nehemiah                                 | CT                                       |
| 6               | Atrapa nubes             | Era IV            | Josh              | Brad                                     | Bananas                                  | Cory                                     | —                                        | Brad                                     | Cory                                     | Al grano                                 | Cory                                     | Brad                                     |
| 6               | Atrapa nubes             | Era IV            | Jenny             | Rachel                                   | Laurel                                   | Jonna                                    | —                                        | Rachel                                   | Jonna                                    | Al grano                                 | Rachel                                   | Jonna                                    |
| 7               | Salto de fe              | Era II            | Nia               | Tina                                     | Aviv                                     | —                                        | Michele                                  | Michele                                  | Tina                                     | Fobia al Boxster                         | Michele                                  | Tina                                     |
| 7               | Salto de fe              | Era II            | Jordan            | Darrell                                  | Nehemiah                                 | —                                        | Kyland                                   | Kyland                                   | Darrell                                  | Fobia al Boxster                         | Kyland                                   | Darrell                                  |
| 8               | Batalla por el honor     | Era IV            | Jenny             | Rachel                                   | Cara Maria                               | Averey                                   | —                                        | Rachel                                   | Averey                                   | El destino de los gladiadores            | Rachel                                   | Averey                                   |
| 8               | Batalla por el honor     | Era IV            | Theo              | Derrick K.                               | Derek C.                                 | Cory                                     | —                                        | Derrick K.                               | Cory                                     | El destino de los gladiadores            | Cory                                     | Derrick K.                               |
| 9               | De abajo hacia arriba    | Era I             | Rachel            | —                                        | Ryan                                     | Devin                                    | Kyland                                   | Devin                                    | Kyland                                   | Confrontación de la conexión por cable   | Kyland                                   | Devin                                    |
| 9               | De abajo hacia arriba    | Era I             | Rachel            | —                                        | Laurel                                   | Tori                                     | Kaycee                                   | Tori                                     | Kaycee                                   | Confrontación de la conexión por cable   | Tori                                     | Kaycee                                   |
|                 |                          |                   |                   |                                          |                                          |                                          |                                          |                                          |                                          |                                          |                                          |                                          |
| Fase individual |                          |                   |                   |                                          |                                          |                                          |                                          |                                          |                                          |                                          |                                          |                                          |
| #               | Desafío                  | Género            | Ganadores         | Objetivos                                | Objetivos                                | Objetivos                                | Objetivos                                | Concursantes de la Arena                 | Concursantes de la Arena                 | Juego de la Arena                        | Resultados de la Arena                   | Resultados de la Arena                   |
| #               | Desafío                  | Género            | Ganadores         | Objetivos                                | Objetivos                                | Objetivos                                | Objetivos                                | Último lugar                             | Elección de los ganadores                | Juego de la Arena                        | Ganador                                  | Eliminado                                |
| 10              | Dispara lejos            | Masculino         | Jordan            | Bananas                                  | Derek C.                                 | Ryan                                     | —                                        | Ryan                                     | Bananas                                  | Cuádriceps asesinos                      | Bananas                                  | Ryan                                     |
| 10              | Dispara lejos            | Masculino         | Tori              | Aviv                                     | Jenny                                    | Rachel                                   | —                                        | Michele                                  | Bananas                                  | Cuádriceps asesinos                      | Bananas                                  | Ryan                                     |
| 11              | Construyendo puentes     | Femenino          | Jenny             | Michele                                  | Nia                                      | Olivia                                   | —                                        | Nia                                      | Michele                                  | Cuarenta-ficación                        | Michele                                  | Nia                                      |
| 11              | Construyendo puentes     | Femenino          | Kyland            | Michele                                  | Nia                                      | Olivia                                   | —                                        | Theo                                     | Michele                                  | Cuarenta-ficación                        | Michele                                  | Nia                                      |
| 12              | Desierto                 | —                 | —                 | —                                        | —                                        | —                                        | —                                        | —                                        | —                                        | —                                        | —                                        | Laurel                                   |
| 12              | Desierto                 | —                 | —                 | —                                        | —                                        | —                                        | —                                        | —                                        | —                                        | —                                        | —                                        | Nehemiah                                 |
| 12              | Desierto                 | Masculino         | Kyland            | Bananas                                  | Jordan                                   | Nehemiah                                 | —                                        | Theo                                     | Bananas                                  | Calambres                                | Bananas                                  | Theo                                     |
| 12              | Desierto                 | Masculino         | Tori              | Bananas                                  | Jordan                                   | Nehemiah                                 | —                                        | Michele                                  | Bananas                                  | Calambres                                | Bananas                                  | Theo                                     |
| 13              | Carrera de las 40 yardas | Femenino          | Cara Maria        | Cara Maria                               | Michele                                  | Olivia                                   | —                                        | Michele                                  | Olivia                                   | Varado                                   | Michele                                  | Olivia                                   |
| 13              | Carrera de las 40 yardas | Femenino          | Jordan            | Cara Maria                               | Michele                                  | Olivia                                   | —                                        | Cory                                     | Olivia                                   | Varado                                   | Michele                                  | Olivia                                   |
| 14              | Otro camionero           | Masculino         | Derek C.          | Bananas                                  | Cory                                     | Josh                                     | —                                        | Josh                                     | Cory                                     | Viniendo desde atrás                     | Cory                                     | Josh                                     |
| 14              | Otro camionero           | Masculino         | Rachel            | Bananas                                  | Cory                                     | Josh                                     | —                                        | Aviv                                     | Cory                                     | Viniendo desde atrás                     | Cory                                     | Josh                                     |
| 15              | Espacios reducidos       | Femenino          | Kyland            | Aviv                                     | Jenny                                    | Michele                                  | —                                        | Aviv                                     | Jenny                                    | Triángulo de hierro                      | Jenny                                    | Aviv                                     |
| 15              | Espacios reducidos       | Femenino          | Tori              | Aviv                                     | Jenny                                    | Michele                                  | —                                        | Bananas                                  | Jenny                                    | Triángulo de hierro                      | Jenny                                    | Aviv                                     |
| 16              | Inmersión en fuego       | Masculino         | Jordan            | Cory                                     | Derek C.                                 | Jordan                                   | —                                        | Derek C.                                 | Cory                                     | Hora de cierre                           | Derek C.                                 | Cory                                     |
| 16              | Inmersión en fuego       | Masculino         | Tori              | Cory                                     | Derek C.                                 | Jordan                                   | —                                        | Cara Maria                               | Cory                                     | Hora de cierre                           | Derek C.                                 | Cory                                     |
| 17              | Ladrillos de fortaleza   | Femenino          | Jordan            | Cara Maria                               | Jenny                                    | Rachel                                   | —                                        | Tori                                     | Cara Maria                               | Eliminación final                        | Tori                                     | Cara Maria                               |
| 17              | Ladrillos de fortaleza   | Femenino          | Jenny             | Cara Maria                               | Jenny                                    | Rachel                                   | —                                        | Derek C.                                 | Cara Maria                               | Eliminación final                        | Tori                                     | Cara Maria                               |
| 18/19           | Desafío final            | Masculino         | Jordan            | 2do: Derek C.; 3ro: Bananas; 4to: Kyland | 2do: Derek C.; 3ro: Bananas; 4to: Kyland | 2do: Derek C.; 3ro: Bananas; 4to: Kyland | 2do: Derek C.; 3ro: Bananas; 4to: Kyland | 2do: Derek C.; 3ro: Bananas; 4to: Kyland | 2do: Derek C.; 3ro: Bananas; 4to: Kyland | 2do: Derek C.; 3ro: Bananas; 4to: Kyland | 2do: Derek C.; 3ro: Bananas; 4to: Kyland | 2do: Derek C.; 3ro: Bananas; 4to: Kyland |
| 18/19           | Desafío final            | Masculino         | Jenny             | 3ra: Michele; 4ta: Tori                  | 3ra: Michele; 4ta: Tori                  | 3ra: Michele; 4ta: Tori                  | 3ra: Michele; 4ta: Tori                  | 3ra: Michele; 4ta: Tori                  | 3ra: Michele; 4ta: Tori                  | 3ra: Michele; 4ta: Tori                  | 3ra: Michele; 4ta: Tori                  | 3ra: Michele; 4ta: Tori                  |
| 18/19           | Desafío final            | Femenino          | Rachel            | 3ra: Michele; 4ta: Tori                  | 3ra: Michele; 4ta: Tori                  | 3ra: Michele; 4ta: Tori                  | 3ra: Michele; 4ta: Tori                  | 3ra: Michele; 4ta: Tori                  | 3ra: Michele; 4ta: Tori                  | 3ra: Michele; 4ta: Tori                  | 3ra: Michele; 4ta: Tori                  | 3ra: Michele; 4ta: Tori                  |

### Progreso de eliminación
|  | Jenny      | SEGURA | SEGURA | ARENA  | SEGURA | GANA   | SEGURA | GANA   | SEGURA | RIESGO | GANA   | SEGURA | SEGURA | SEGURA | ARENA  | SEGURA | GANA   | GANADORA |  |  |  |  |  |  |  |  |  |  |  |  |  |  |  |  |  |  |  |
|  | Jordan     | SEGURO | SEGURO | RIESGO | SEGURO | SEGURO | GANA   | SEGURO | SEGURO | GANA   | SEGURO | RIESGO | GANA   | SEGURO | SEGURO | GANA   | GANA   | GANADOR  |  |  |  |  |  |  |  |  |  |  |  |  |  |  |  |  |  |  |  |
|  | Rachel     | GANA   | SEGURA | SEGURA | SEGURA | ARENA  | SEGURA | ARENA  | GANA   | RIESGO | SEGURA | SEGURA | SEGURA | GANA   | SEGURA | SEGURA | RIESGO | GANADORA |  |  |  |  |  |  |  |  |  |  |  |  |  |  |  |  |  |  |  |
|  | Derek C.   | SEGURO | RIESGO | SEGURO | SEGURO | SEGURO | SEGURO | RIESGO | SEGURO | RIESGO | SEGURO | SEGURO | SEGURO | GANA   | SEGURO | ARENA  | PIERDE | SEGUNDO  |  |  |  |  |  |  |  |  |  |  |  |  |  |  |  |  |  |  |  |
|  | Bananas    | GANA   | SEGURO | GANA   | SEGURO | RIESGO | SEGURO | SEGURO | SEGURO | ARENA  | SEGURO | ARENA  | SEGURO | RIESGO | PIERDE | SEGURO | SEGURO | TERCERO  |  |  |  |  |  |  |  |  |  |  |  |  |  |  |  |  |  |  |  |
|  | Michele    | GANA   | SEGURA | SEGURA | SEGURA | SEGURA | ARENA  | SEGURA | SEGURA | PIERDE | ARENA  | PIERDE | ARENA  | SEGURA | RIESGO | SEGURA | SEGURA | TERCERA  |  |  |  |  |  |  |  |  |  |  |  |  |  |  |  |  |  |  |  |
|  | Kyland     | SEGURO | RIESGO | SEGURO | GANA   | SEGURO | ARENA  | SEGURO | ARENA  | SEGURO | GANA   | GANA   | SEGURO | SEGURO | GANA   | SEGURO | SEGURO | CUARTO   |  |  |  |  |  |  |  |  |  |  |  |  |  |  |  |  |  |  |  |
|  | Tori       | GANA   | SEGURA | SEGURA | RIESGO | SEGURA | SEGURA | SEGURA | ARENA  | GANA   | SEGURA | GANA   | SEGURA | SEGURA | GANA   | GANA   | ARENA  | CUARTA   |  |  |  |  |  |  |  |  |  |  |  |  |  |  |  |  |  |  |  |
|  | Cara Maria | SEGURA | SEGURA | SEGURA | SEGURA | SEGURA | SEGURA | RIESGO | SEGURA | SEGURA | SEGURA | SEGURA | GANA   | SEGURA | SEGURA | PIERDE | ELIM   |          |  |  |  |  |  |  |  |  |  |  |  |  |  |  |  |  |  |  |  |
|  | Cory       | GANA   | SEGURO | SEGURO | SEGURO | ARENA  | SEGURO | ARENA  | SEGURO | SEGURO | SEGURO | SEGURO | PIERDE | ARENA  | SEGURO | ELIM   |        |          |  |  |  |  |  |  |  |  |  |  |  |  |  |  |  |  |  |  |  |
|  | Aviv       | SEGURA | RIESGO | SEGURA | SEGURA | SEGURA | RIESGO | SEGURA | SEGURA | RIESGO | SEGURA | SEGURA | SEGURA | PIERDE | ELIM   |        |        |          |  |  |  |  |  |  |  |  |  |  |  |  |  |  |  |  |  |  |  |
|  | Josh       | SEGURO | SEGURO | SEGURO | SEGURO | GANA   | SEGURO | SEGURO | SEGURO | SEGURO | SEGURO | SEGURO | SEGURO | ELIM   |        |        |        |          |  |  |  |  |  |  |  |  |  |  |  |  |  |  |  |  |  |  |  |
|  | Olivia     | SEGURA | SEGURA | SEGURA | GANA   | SEGURA | SEGURA | SEGURA | SEGURA | SEGURA | RIESGO | SEGURA | ELIM   |        |        |        |        |          |  |  |  |  |  |  |  |  |  |  |  |  |  |  |  |  |  |  |  |
|  | Theo       | SEGURO | SEGURO | SEGURO | SEGURO | SEGURO | SEGURO | GANA   | SEGURO | SEGURO | PIERDE | ELIM   |        |        |        |        |        |          |  |  |  |  |  |  |  |  |  |  |  |  |  |  |  |  |  |  |  |
|  | Nehemiah   | SEGURO | SEGURO | SEGURO | ARENA  | SEGURO | RIESGO | SEGURO | SEGURO | SEGURO | SEGURO | ELIM   |        |        |        |        |        |          |  |  |  |  |  |  |  |  |  |  |  |  |  |  |  |  |  |  |  |
|  | Laurel     | GANA   | SEGURA | GANA   | SEGURA | RIESGO | SEGURA | SEGURA | RIESGO | SEGURA | SEGURA | ELIM   |        |        |        |        |        |          |  |  |  |  |  |  |  |  |  |  |  |  |  |  |  |  |  |  |  |
|  | Nia        | SEGURA | SEGURA | RIESGO | SEGURA | SEGURA | GANA   | SEGURA | SEGURA | SEGURA | ELIM   |        |        |        |        |        |        |          |  |  |  |  |  |  |  |  |  |  |  |  |  |  |  |  |  |  |  |
|  | Ryan       | SEGURO | SEGURO | SEGURO | SEGURO | SEGURO | SEGURO | SEGURO | RIESGO | ELIM   |        |        |        |        |        |        |        |          |  |  |  |  |  |  |  |  |  |  |  |  |  |  |  |  |  |  |  |
|  | Devin      | SEGURO | SEGURO | SEGURO | RIESGO | SEGURO | SEGURO | SEGURO | ELIM   |        |        |        |        |        |        |        |        |          |  |  |  |  |  |  |  |  |  |  |  |  |  |  |  |  |  |  |  |
|  | Kaycee     | SEGURA | RIESGO | SEGURA | SEGURA | SEGURA | SEGURA | SEGURA | ELIM   |        |        |        |        |        |        |        |        |          |  |  |  |  |  |  |  |  |  |  |  |  |  |  |  |  |  |  |  |
|  | Averey     | SEGURA | ARENA  | SEGURA | SEGURA | SEGURA | SEGURA | ELIM   |        |        |        |        |        |        |        |        |        |          |  |  |  |  |  |  |  |  |  |  |  |  |  |  |  |  |  |  |  |
|  | Derrick K. | SEGURO | SEGURO | ARENA  | SEGURO | SEGURO | SEGURO | ELIM   |        |        |        |        |        |        |        |        |        |          |  |  |  |  |  |  |  |  |  |  |  |  |  |  |  |  |  |  |  |
|  | Darrell    | SEGURO | ARENA  | SEGURO | SEGURO | SEGURO | ELIM   |        |        |        |        |        |        |        |        |        |        |          |  |  |  |  |  |  |  |  |  |  |  |  |  |  |  |  |  |  |  |
|  | Tina       | SEGURA | SEGURA | SEGURA | ARENA  | SEGURA | ELIM   |        |        |        |        |        |        |        |        |        |        |          |  |  |  |  |  |  |  |  |  |  |  |  |  |  |  |  |  |  |  |
|  | Brad       | SEGURO | SEGURO | SEGURO | SEGURO | ELIM   |        |        |        |        |        |        |        |        |        |        |        |          |  |  |  |  |  |  |  |  |  |  |  |  |  |  |  |  |  |  |  |
|  | Jonna      | SEGURA | SEGURA | SEGURA | SEGURA | ELIM   |        |        |        |        |        |        |        |        |        |        |        |          |  |  |  |  |  |  |  |  |  |  |  |  |  |  |  |  |  |  |  |
|  | CT         | GANA   | SEGURO | SEGURO | ELIM   |        |        |        |        |        |        |        |        |        |        |        |        |          |  |  |  |  |  |  |  |  |  |  |  |  |  |  |  |  |  |  |  |
|  | Emily      | SEGURA | SEGURA | SEGURA | ELIM   |        |        |        |        |        |        |        |        |        |        |        |        |          |  |  |  |  |  |  |  |  |  |  |  |  |  |  |  |  |  |  |  |
|  | Aneesa     | SEGURA | SEGURA | ELIM   |        |        |        |        |        |        |        |        |        |        |        |        |        |          |  |  |  |  |  |  |  |  |  |  |  |  |  |  |  |  |  |  |  |
|  | Horacio    | GANA   | SEGURO | ELIM   |        |        |        |        |        |        |        |        |        |        |        |        |        |          |  |  |  |  |  |  |  |  |  |  |  |  |  |  |  |  |  |  |  |
|  | Jodi       | SEGURA | ELIM   |        |        |        |        |        |        |        |        |        |        |        |        |        |        |          |  |  |  |  |  |  |  |  |  |  |  |  |  |  |  |  |  |  |  |
|  | Tony       | SEGURO | ELIM   |        |        |        |        |        |        |        |        |        |        |        |        |        |        |          |  |  |  |  |  |  |  |  |  |  |  |  |  |  |  |  |  |  |  |
|  | Brandon    | ELIM   |        |        |        |        |        |        |        |        |        |        |        |        |        |        |        |          |  |  |  |  |  |  |  |  |  |  |  |  |  |  |  |  |  |  |  |
|  | KellyAnne  | ELIM   |        |        |        |        |        |        |        |        |        |        |        |        |        |        |        |          |  |  |  |  |  |  |  |  |  |  |  |  |  |  |  |  |  |  |  |
|  | Nurys      | ELIM   |        |        |        |        |        |        |        |        |        |        |        |        |        |        |        |          |  |  |  |  |  |  |  |  |  |  |  |  |  |  |  |  |  |  |  |
|  | Paulie     | ELIM   |        |        |        |        |        |        |        |        |        |        |        |        |        |        |        |          |  |  |  |  |  |  |  |  |  |  |  |  |  |  |  |  |  |  |  |
|  | Katie      | ELIM   |        |        |        |        |        |        |        |        |        |        |        |        |        |        |        |          |  |  |  |  |  |  |  |  |  |  |  |  |  |  |  |  |  |  |  |
|  | Mark       | ELIM   |        |        |        |        |        |        |        |        |        |        |        |        |        |        |        |          |  |  |  |  |  |  |  |  |  |  |  |  |  |  |  |  |  |  |  |
|  | Leroy      | ELIM   |        |        |        |        |        |        |        |        |        |        |        |        |        |        |        |          |  |  |  |  |  |  |  |  |  |  |  |  |  |  |  |  |  |  |  |
|  | Amanda     | ELIM   |        |        |        |        |        |        |        |        |        |        |        |        |        |        |        |          |  |  |  |  |  |  |  |  |  |  |  |  |  |  |  |  |  |  |  |

     El/La participante ganó el desafío diario y era inmune a la eliminación.
     El equipo del participante ganó el desafío diario, tenía el poder de seleccionar a los concursantes de eliminación, pero no pudo llegar a una decisión y fue enviado a la ronda de eliminación y ganó.
     El/La participante no fue elegido a la Arena.
     El/La participante ganó la eliminación en la Arena.
     El/La participante quedó último en el desafío diario.
     El/La participante quedó último en el desafío diario y recibió una desventaja en el siguiente desafío
     El/La participante fue seleccionado como objetivo por los ganadores de la eliminación anterior, sin embargo no fue a la eliminación.
     El/La participante perdió en la Arena y fue eliminado/a.
     El/La participante fue eliminado/a en el sitio del desafío por quedar en último lugar.
     El equipo del participante ganó el desafío diario, tenía el poder de seleccionar a los concursantes de eliminación, pero no pudo llegar a una decisión y fue enviado a la ronda de eliminación, perdió y fue eliminado.

## Episodios
| N.º (total) | N.º (temp.) | Título                               | Estreno original         | Audiencia en Estados Unidos (en millones) |
| ----------- | ----------- | ------------------------------------ | ------------------------ | ----------------------------------------- |
| -           | -           | «Eras Only»                          | 7 de agosto de 2024      | N/A                                       |
| 546         | 1           | «La Invitación de las Eras, Parte 1» | 14 de agosto de 2024     | 0.43                                      |
| 547         | 2           | «La Invitación de las Eras, Parte 2» | 21 de agosto de 2024     | 0.47                                      |
| 548         | 3           | «Una era fatal»                      | 28 de agosto de 2024     | 0.41                                      |
| 549         | 4           | «Mi era de trivia»                   | 4 de septiembre de 2024  | 0.48                                      |
| 550         | 5           | «Una tradición de la época»          | 18 de septiembre de 2024 | 0.41                                      |
| 551         | 6           | «La era de mis verdaderos amigos»    | 25 de septiembre de 2024 | 0.38                                      |
| 552         | 7           | «Confía en tu época»                 | 2 de octubre de 2024     | 0.52                                      |
| 553         | 8           | «La era del gladiador»               | 9 de octubre de 2024     | 0.38                                      |
| 554         | 9           | «Una era de uno»                     | 16 de octubre de 2024    | 0.38                                      |
| 555         | 10          | «Una nueva era»                      | 23 de octubre de 2024    | 0.40                                      |
| 556         | 11          | «La era de la venganza»              | 30 de octubre de 2024    | 0.40                                      |
| 557         | 12          | «"La era de la purga»                | 6 de noviembre de 2024   | 0.42                                      |
| 558         | 13          | «Mejores amigos de la 4.ª era»       | 13 de noviembre de 2024  | 0.42                                      |
| 559         | 14          | «Era del swing»                      | 20 de noviembre de 2024  | 0.34                                      |
| 560         | 15          | «La era del pensamiento delgado»     | 4 de diciembre de 2024   | 0.48                                      |
| 561         | 16          | «La era de la victoria obligada»     | 11 de diciembre de 2024  | 0.45                                      |
| 562         | 17          | «La era del cambio de ubicación»     | 18 de diciembre de 2024  | 0.42                                      |
| 563         | 18          | «El fin de una era, parte 1»         | 1 de enero de 2024       | 0.42                                      |
| 564         | 19          | «El fin de una era, parte 2»         | 8 de enero de 2024       | 0.57                                      |
| —           | 20          | «Especial de reunión»                | 15 de enero de 2024      | —                                         |
| —           | 21          | «Especial de reunión»                | 22 de enero de 2024      | —                                         |